# Nikolaus Goetze
Nikolaus Goetze (* 1958 in Krefeld ) ist ein deutscher Architekt.

## Leben
Goetze studierte ab 1980 Architektur an der Rheinisch-Westfälischen Technischen Hochschule Aachen (RWTH Aachen). Von 1985 bis 1986 besuchte er die Meisterklasse von Professor Wilhelm Holzbauer an der Hochschule für angewandte Kunst in Wien. 1987 erhielt er sein Diplom an der RWTH Aachen und begann im Anschluss seine Mitarbeit im Büro von Gerkan, Marg und Partner (gmp) in Hamburg, wo er 1995 zuerst „assoziierter Partner“ und 1998 „Partner“ wurde. Goetze leitete den Standort Hamburg-Elbchaussee sowie die gmp-Büros in Shanghai und Hanoi. Neben den Gründungspartnern leitete er bis 2024 mit Hubert Nienhoff, Stephan Schütz, Wu Wei und Magdalene Weiss das Unternehmen.
Seit 2010 lehrte er regelmäßig an der von ihm mitbegründeten Academy for Architectural Culture (aac) in Hamburg. 2020 wurde er Mitglied im Bund Deutscher Architektinnen und Architekten.
Nikolaus Goetze ist verheiratet, hat drei Kinder und wohnt in Harvestehude.

## Projekte (Auswahl)
- Messe- und Kongresszentrum Shenzhen
- Messe- und Kongresszentrum Nanning, Guangzhou Development Central Building
- National Congress Center, Hanoi
- Lingang New City, Shanghai
- Dalian Twin Towers
- Hanoi Museum, Hanoi
- Siemens Center, Shanghai
- Vietnamesische Nationalversammlung, Hanoi[7]
- Wohnhaus Alvano, Hamburg
- 2018: Kunsthalle Mannheim [8]

## Auszeichnungen (Auswahl)
Das von Goetze gemeinsam mit Meinhard von Gerkan für die Schwimmweltmeisterschaften 2011 entworfene Shanghai Oriental Sports Center erhielt 2012 den International Architecture Award in Chicago. Das ebenfalls mit von Gerkan entworfene National Conference Center Hanoi wurde 2007 mit dem Vietnamesischen Architekturpreis ausgezeichnet; und außerdem prämiert wurden unter anderem die unter Goetzes und von Gerkans Federführung entstandenen Bauten Chongqing Grand Theater (Shanghai Exploration & Design Trade Association 2011) sowie das Nationale Kongresszentrum in Hanoi (Vietnamesischer Staatspreis 2012).

## Veröffentlichungen (Auswahl)
- Niederlassungen in China. In: Bert Bielefeld, Lars-Phillip Rusch (Hg.): Bauen in China. Handbuch für Architekten und Ingenieure. Birkhäuser, Basel u. a. 2006, ISBN 978-3-7643-7415-0, S. 105–109, (eingeschränkte Vorschau in der Google-Buchsuche).
- Erfahrungsberichte. In: Bert Bielefeld, Lars-Phillip Rusch (Hg.): Bauen in China. Handbuch für Architekten und Ingenieure. Birkhäuser, Basel u. a. 2006, ISBN 978-3-7643-7415-0, S. 133–146.
- Hanoi Museum in Vietnam. Hrsg. mit Meinhard von Gerkan. Jovis, Berlin 2015, ISBN 978-3-86859-330-3.
- Shanghai Oriental Sports Center in China. Hg. mit Meinhard von Gerkan. Jovis, Berlin 2015, ISBN 978-3-86859-333-4.
- An Interview with Nikolaus Goetze, Partner of gmp. In: ArchiCreation, No. 188, 01/2016, ISSN 1004-8537, S. 44–51. (chinesisch / englisch)
- Chongqing Grand Theater in China. Hg. mit Meinhard von Gerkan. Jovis, Berlin 2016, ISBN 978-3-86859-329-7.
- Kunsthalle Mannheim. Hg. mit Meinhard von Gerkan. Jovis, Berlin 2018, ISBN 978-3-86859-530-7.
- Vietnamesische Nationalversammlung in Hanoi. Hg. m. Meinhard von Gerkan. Jovis, Berlin 2021, ISBN 978-3-86859-402-7.